# ГЕС Семіно
ГЕС Семіно — гідроелектростанція у штаті Вайомінг (Сполучені Штати Америки). Знаходячись перед ГЕС Кортес (36 МВт), становить верхній ступінь каскаду на Норт-Платт, лівій твірній річки Платт, котра, своєю чергою, є правою притокою Міссурі (найбільша права притока Міссісіпі).
У межах проєкту річку перекрили бетонною арковою греблею висотою 90 метрів, довжиною 162 метри та товщиною по гребеню 4,6 метра, яка потребувала 161 тис. м3 матеріалу. Вона утримує водосховище з площею поверхні 82,1 км2 та об'ємом 1255 млн м3, в якому припустиме коливання рівня в операційному режимі між позначками 134 та 137 метрів НРМ.
Пригреблеву машинну залу обладнаний трьома турбінами типу Френсіс загальною потужністю 51,8 МВт, які при напорі у 51 метр забезпечують виробництво 109 млн кВт·год електроенергії на рік.